# Dicranomyia (Doaneomyia) pampangensis
Dicranomyia (Doaneomyia) pampangensis is een tweevleugelige uit de familie steltmuggen (Limoniidae). De soort komt voor in het Oriëntaals gebied.